# Истомина, Мария Алексеевна
Мария Алексеевна Истомина (род. 20 марта 1997, Усть-Буб, Пермская область) — российская лыжница, призёр чемпионата России, призёр этапа Кубка мира, чемпионка мира среди молодёжи и юниоров, бронзовый призёр чемпионата мира по бегу на роликовых лыжах 2021 года. Мастер спорта России.
Является военнослужащей войск национальной гвардии Российской Федерации, имеет воинское звание «прапорщик».

## Биография
С июня 2025 года представляет Ленинградскую область, ранее представляла Пермский край (г. Пермь) и спортивное общество «Динамо». Тренеры — Мария Ивановна Поносова, Рафаил Назиевич Кильдебаев, Бородавко Ю. В., Лутков А. Н.
На чемпионате мира среди юниоров (до 20 лет) 2017 года в США завоевала золотую медаль в эстафете в составе сборной России и бронзовую — в гонке на 5 км, а также стала 15-й в спринте и девятой — в скиатлоне. На чемпионате мира среди молодёжи (до 23 лет) 2018 года в Гомсе (Швейцария) финишировала 26-й в спринте. На молодёжном чемпионате мира 2019 года в Лахти одержала победу в гонке на 10 км.
Становилась победительницей и призёром российских соревнований в младших возрастах, в частности в 2018 году победита на первенстве России среди молодёжи в скиатлоне.
На уровне чемпионата России в 2018 году стала бронзовым призёром в гонке на 30 км.
С сезона 2017/18 принимает участие в Кубке мира. На этапе в Бейтостолене в сезоне 2018/19 заняла второе место в эстафете. В том же сезоне в рамках «Тур де Ски» заняла десятое место в общем зачёте, при этом на последнем этапе показала шестое чистое время. В общем зачёте Кубка мира в сезоне 2018/19 заняла 29-е место.
Участница чемпионата мира 2019 года в Зеефельде, заняла 21-е место в скиатлоне и 29-е — в гонке на 30 км. На чемпионате мира 2021 года в Оберстдорфе была 28-й в гонке на 10 км.